# Untold Festival
Untold Festival este cel mai mare festival de muzică din România. Acesta se desfășoară în fiecare an pe stadionul Cluj Arena din Cluj Napoca.

## Istoric

### 2015 (Chapter 1)
Prima ediție a festivalului a avut loc între 30 iulie și 2 august 2015, an în care Cluj-Napoca a fost desemnat Capitala Europeană a Tineretului. De-a lungul celor 4 zile de festival, au participat în medie peste 20.000 de oameni pe zi.
La prima ediție au participat: Armin van Buuren, Avicii, David Guetta, ATB, Dimitri Vegas & Like Mike, Tom Odell, Fedde le Grand, Duke Dumont ș.a.
În urma succesului de care s-a bucurat, festivalul a primit premiul „Best Major Festival” acordat în cadrul galei European Festival Awards 2015, desfășurată în Olanda.

### 2016 (Chapter 2)
Cea de-a doua ediție a festivalului Untold a avut loc în perioada 4-7 august 2016. Festivalul a durat tot 4 zile și a avut loc pe 10 scene (scena principală fiind Cluj Arena, la fel ca în anul precedent).
Bugetul festivalului a fost de 6 milioane de euro. Trei nume principale de artiști au fost dezvăluite în luna ianuarie 2016. Primul nume dezvăluit a fost Tiësto, cel de-al doilea Hardwell și al treilea, Afrojack.
La data de 9 februarie 2016 a fost dezvăluit cel de-al patrulea artist, Armin van Buuren, el participând la festival pentru al doilea an consecutiv. La data de 9 martie 2016 a fost dezvăluit cel de-al cincilea și ultimul cap de afiș, Martin Garrix, acesta fiind primul său concert în România. Pe lângă aceștia, au mai concertat și artiști precum Faithless, Scooter, Nervo, Parov Stelar, Lost Frequencies, James Arthur ș.a.

### 2017 (Chapter 3)
A 3-a ediție a festivalului Untold a avut loc în perioada 3-6 august 2017. Bugetul festivalului a fost mărit față de anul precedent, la aproximativ 10 milioane de euro.
Festivalul a adunat un număr record de peste 330.000 de spectatori. Peste 200 de artiști au fost prezenți la Cluj, printre care: Afrojack, Armin van Buuren, Axwell & Ingrosso, Dimitri Vegas & Like Mike, Hardwell, Martin Garrix, Alan Walker, Ellie Goulding, Steve Aoki, Lost Frenquencies, Marshmello, Tinie Tempah, Sander van Doorn, The Avener, Era Istrefi, Kadebostany ș.a.
Momentul cel mai important al acestei ediții a fost apariția DJ-ului olandez Armin van Buuren. Acesta a urcat pe scenă fluturând un tricolor imens și a mixat încontinuu timp de 5 ore și 30 de minute. De altfel, cu doar un an în urmă, în cadrul ediției din 2016, Armin van Buuren și-a prelungit automat programul cu 3 ore, refuzând să părăsească scena până la ivirea zorilor, atunci când pe stadion încă era prezent un număr semnificativ de 40.000 de persoane. Ca un semn de apreciere, Armin van Buuren a îngenuncheat în fața publicului român și a alergat prin mulțime îmbrăcat în tricoul echipei naționale de fotbal inscripționat cu numele său.

### 2018 (Chapter 4)
A 4-a ediție a festivalului Untold a avut loc în perioada 2-5 august 2018. În acest an, bugetul alocat pentru realizarea festivalului a fost de 12 milioane de euro.
Peste 85.000 de persoane au fost prezente doar în prima zi de festival, atunci când invitați speciali au fost cei din trupa The Chainsmokers, aflați pentru prima dată pe o scenă din România. Recordul de audiență a fost înregistrat, însă, în cea de-a doua zi de festival printr-un număr de 100.000 de spectatori care au luat parte la show-urile puse în scenă de Jason Derulo și DJ-ul norvegian Kygo.
Pe parcursul celor 4 zile de festival, peste 200 de artiști au întreținut atmosfera pe scenele din Cluj-Napoca, printre aceștia numărându-se: Tiësto, Don Diablo, Parov Stelar, Mahmut Orhan, Will Sparks, Diplo, KSHMR, Afrojack, The Prodigy, Steve Aoki, Dimitri Vegas & Like Mike, Alesso, Tujamo, Danny Avila, Fedde le Grand, Black Eyed Peas ș.a.
Ediția din acest an a fost încheiată de Armin van Buuren, cel care și-a depășit propriul record al edițiilor anterioare, mixând fără oprire timp de 7 ore, până la ora 09.00 dimineața, moment în care a coborât de pe scenă pentru o sesiune de autografe. 

### 2019 (Chapter 5)
A 5-a ediție a festivalului Untold a avut loc în perioada 1-4 august 2019. 
Printre artiștii care au luat parte la eveniment au fost: Martin Garrix, David Guetta, Bastille, James Arthur, Dimitri Vegas & Like Mike, Timmy Trumpet, Boris Brejcha, Steve Aoki, Busta Rhymes, Tinie Tempah, Solomun, Fedde le Grand, The Avener, Kungs, Nicky Romero sau Tale of Us.
Pe parcursul celor 4 zile de festival, a fost înregistrat un total de peste 372,000 de participanți , bugetul acestei ediții fiind de 26 milioane de euro. 
Ca în fiecare an, cel mai așteptat moment a fost cel al DJ-ului olandez Armin van Buuren. Acesta a urcat pe scena festivalului în cea de-a doua zi. Show-ul artistului a fost pregătit special pentru a marca primii 5 ani de Untold și a fost deschis la miezul nopții printr-un moment unic ținut alături de Orchestra Operei Naționale din Cluj care a interpretat imnul României într-o variantă mixată. Pe rând, pe scenă au urcat Josh Cumbee (cunoscut datorită piesei „Sunny Days”), Jordan Shaw („Something Real”), Sam Martin („Wild Wild Son”), Trevor Guthrie ("This is what it feels like"), BullySongs ("Freefall"), Susana ("Shivers") și Alexandra Bădoi - românca alături de care a lansat în premieră piesa "Cosmos".  Întregul show a fost întrerupt în jurul orei 07.15 dimineața, moment în care Armin van Buuren a părăsit scena, mulțumind oamenilor rămași și asigurându-i că va reveni curând. În cadrul unui episod în direct din programul radio ASOT difuzat în luna septembrie 2019, Armin van Buuren a ținut să precizeze faptul că show-ul era programat să continue cu un set special pe vinyl pe o miniscenă amplasată în mijlocul fanilor, însă condițiile meteo nefavorabile, avertizarea de vreme severă și ploaia care se întețise în jurul dimineții nu au mai făcut posibile acest lucru. 
Alte două momente impresionante au fost oferite de către artistul Robbie Williams, invitatul special al acestei ediții care a cântat în duet cu tatăl său pe scena Untold  și de către DJ-ul Don Diablo care a emoționat publicul dedicând o piesă tribut pentru Alexandra Măceșanu, fata de 15 ani din Caracal violată și ucisă în vara anului 2019: "Vi se va simți lipsa, dar nu veți fi uitați, oriunde ați fi pe această planetă"" - a fost mesajul acestuia pentru toți copiii dispăruți. 

### 2020-2021 (Chapter 6)
Ediția a 6-a a festivalului a fost programată să aibă loc între 30 iulie și 2 august 2020.
Pe 20 februarie 2020, Untold și-a anunțat primul val de artiști. David Guetta, Martin Garrix și Dimitri Vegas & Like Mike au confirmat revenirea pe scena principală. Alte nume majore din sfera EDM au fost Alesso, Eric Prydz, Afrojack, Above & Beyond (grup), Lost Frequencies, DJ Snake și Steve Aoki. Pussycat Dolls, Iggy Azalea și The Script sunt numele mari ale muzicii pop, confirmate în luna februarie 2020, în timp ce Paul Kalkbrenner, Charlotte de Witte și Richie Hawtin alcătuiesc etapa techno. Borgore, Netsky (muzician) și Wilkinson (muzician) sunt doar câteva dintre actele underground confirmate..
În data de 2 iunie 2020, organizatorii festivalului au anunțat faptul că ediția din acest an a fost amânată pentru vara anului viitor. Decizia a fost luată în urma pandemiei de COVID-19 care a afectat treptat întreg globul și care a impus, începând din martie 2020, restricții și reguli noi de distanțare socială și pe teritoriul României. 
A 6-a ediție a festivalului Untold a fost reprogramată pentru perioada 9-12 septembrie 2021.
În data de 22 iunie 2021, au fost confirmați primii artiști: David Guetta, Martin Garrix, Dimitri Vegas & Like Mike, Steve Aoki, Afrojack, Alok, Lost Frequencies, DJ Snake, Benny Benassi, Martin Solveig, Quintino, Parov Stelar, The Script, cât și rapper-ul american Tyga și DJ-ul belgian Amelie Lens - aflați pentru prima dată în România.  Au participat peste 265000 persoane din 100 de țări.

### 2022 (Chapter 7)
Ediția a șaptea a festivalului a avut loc între 4-7 august 2022. Bugetul festivalului a fost de 17 milioane de euro și au participat 360000 persoane, dintre care 270000 - din afara județului Cluj. Au fost prezenți peste 200 de artiști printre care Above & Beyond, Alok, David Guetta, Don Diablo, G-Eazy, J Balvin, Hardwell, Kygo, Lost Frequencies, Major Lazer Soundsystem, Paul Kalkbrenner și Steve Aoki.

### 2023 (Chapter 8)
Ediția din 2023 a avut loc între 3-6 august. Printre artiștii și trupele invitate s-au numărat Bebe Rexha, French Montana, Ava Max, Eric Prydz, Years & Years, Alok, ZHU, Steve Aoki, Fedde Le Grand, Tujamo, Thievery Corporation, KSHMR, Alesso, Imagine Dragons, Martin Garrix, Topic și Armin van Buuren.

### 2024 (Chapter 9)
Ediția din 2024 a avut loc pe 8-11 august. Pe 7 decembrie 2023 au fost dezvăluite primele acte principale ale acestei ediții: Swedish House Mafia și Sam Smith. În martie 2024, noi artiști au fost dezvăluiți: Alok, Dimitri Vegas & Like Mike, Lost Frequencies, Martin Garrix, Purple Disco Machine, Timmy Trumpet, Carl Cox, Fisher și Solomun. Pe 4 aprilie 2024, un nou artist a fost dezvăluit: Lenny Kravitz.

## Promovare
În 2015, Untold a atras atenția printr-o campanie de promovare a evenimentului numită "Pay with Blood", în care donatorii de sânge primeau bilete gratuite la festival. Astfel, în luna iulie 2015, cei care donau sânge la caravana mobilă din Parcul Herăstrău București sau la Centrul de Transfuzie Sangvină din Cluj-Napoca, primeau pe loc bilete la festival. Inițiativa de a asocia Transilvania, Vlad Țepeș, vampirii și donarea de sânge a fost remarcată internațional.

## Premii
- „Best Major European Festival” în 2015[36]

## Galerie

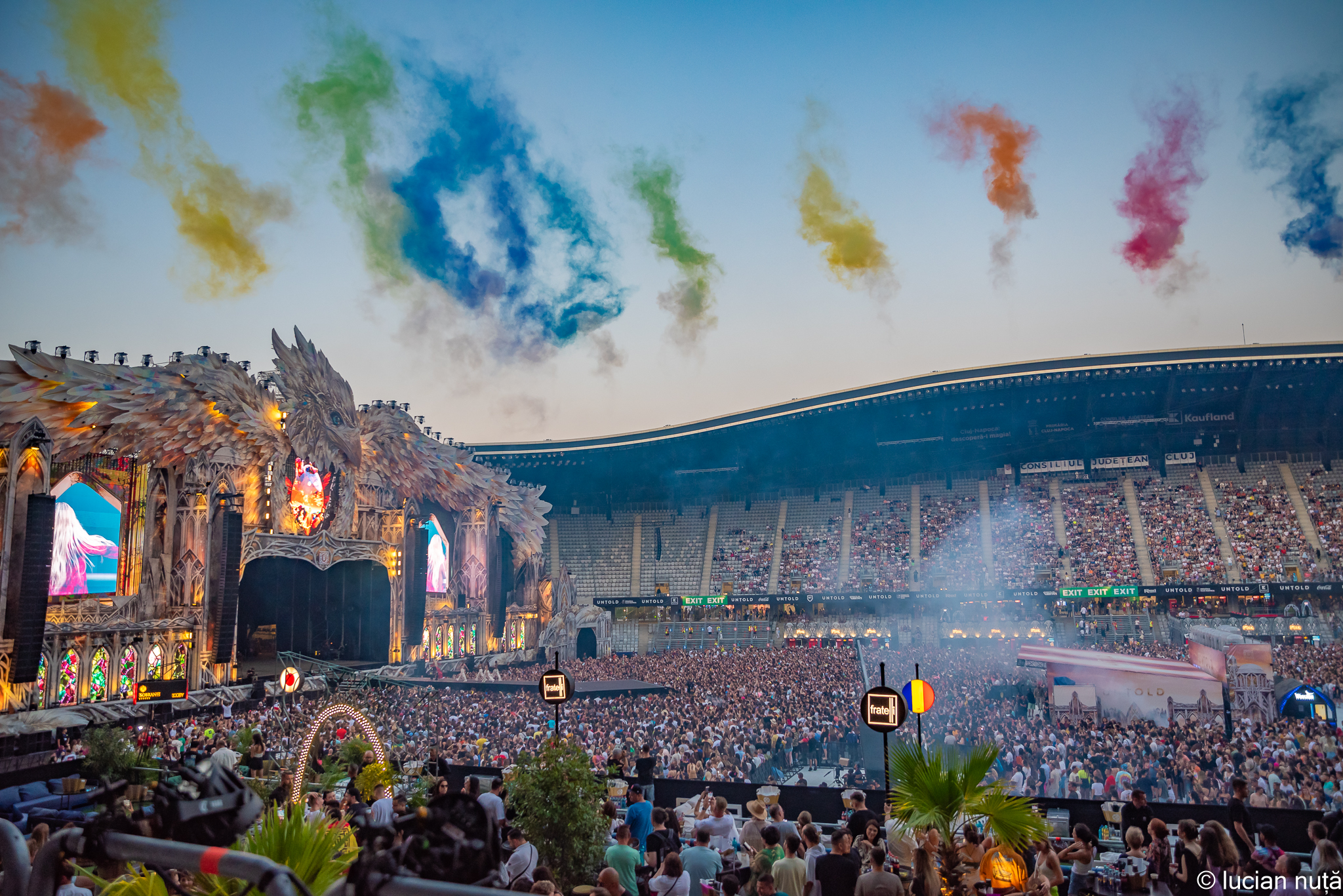
Untold 2023
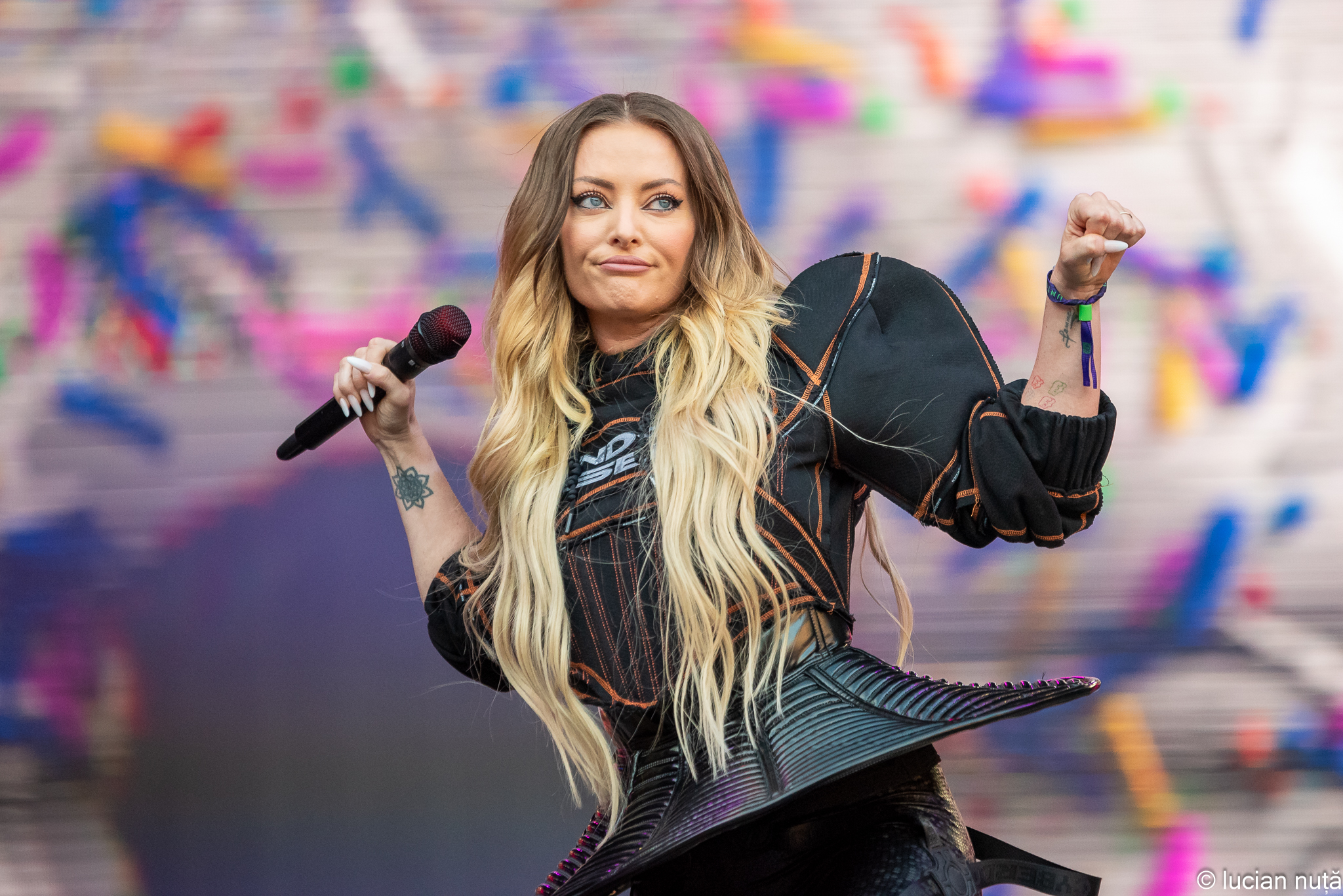
Delia Matache, 2023
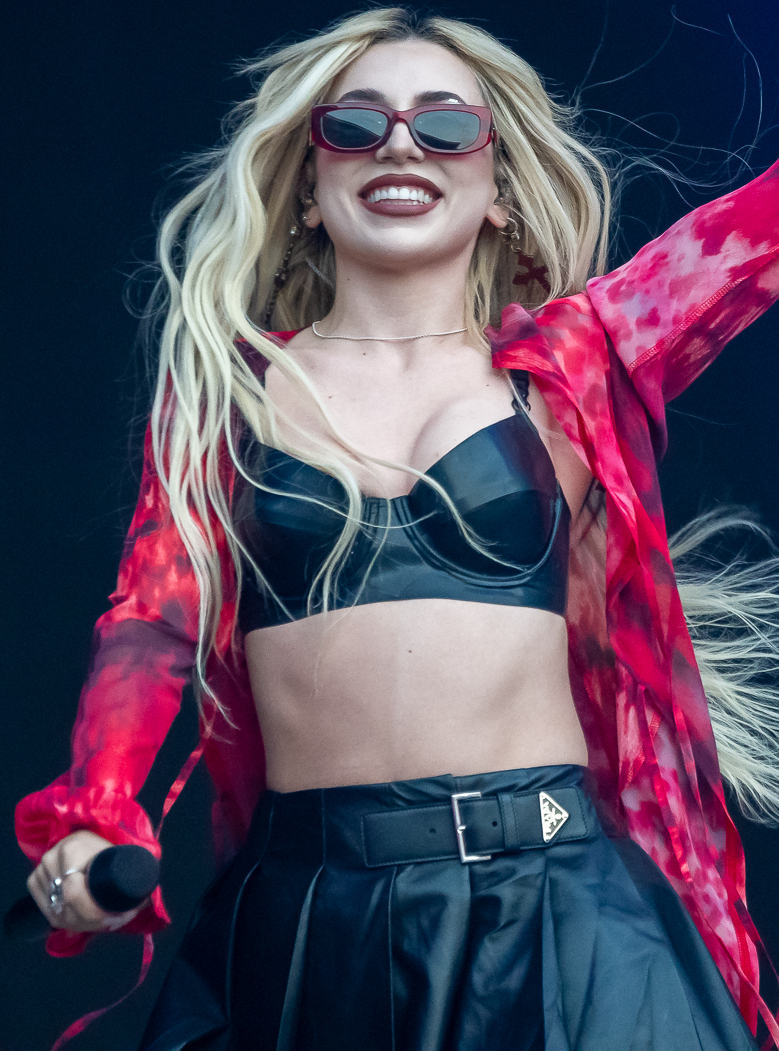
Ava Max, 2023
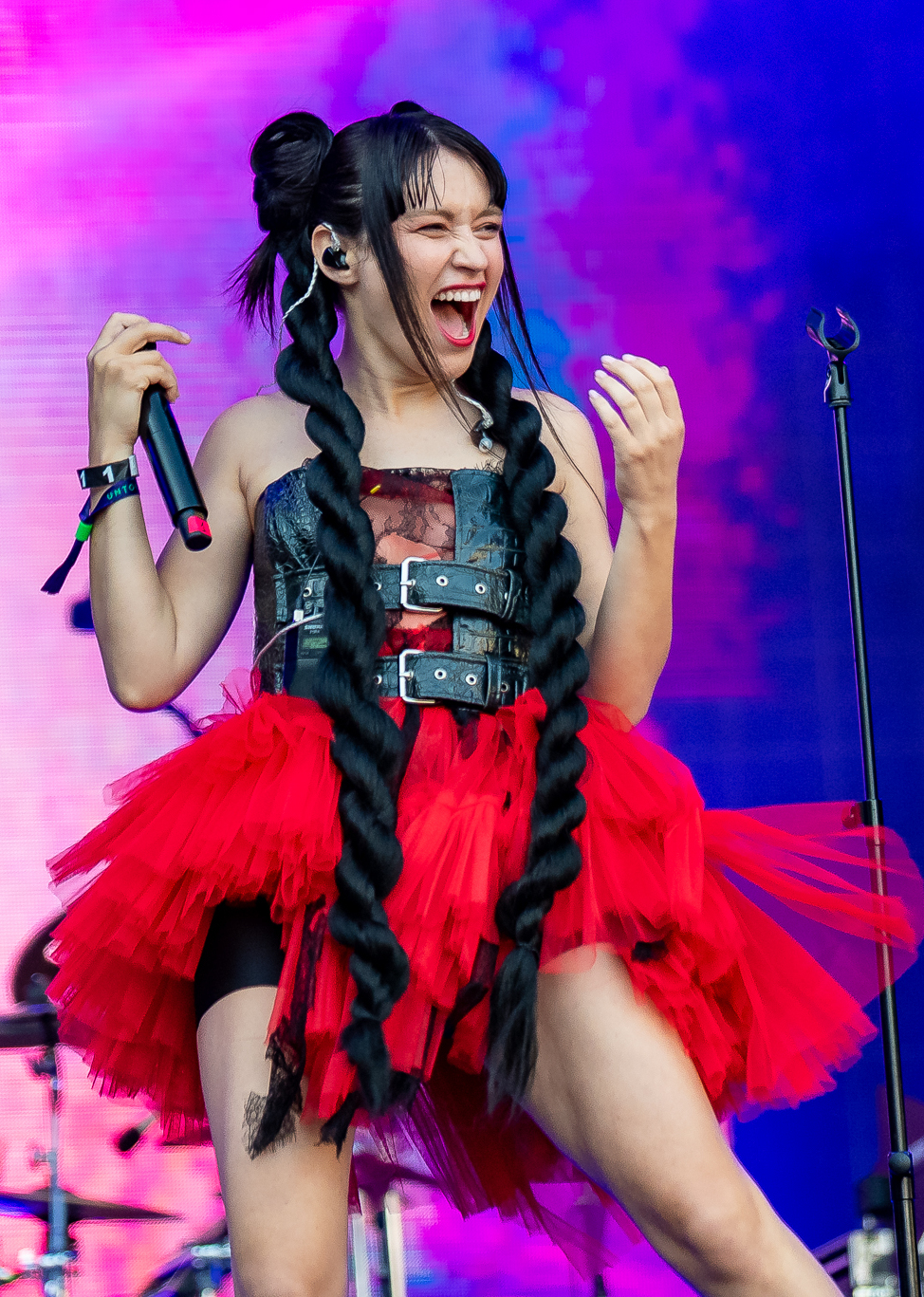
Irina Rimes, 2023
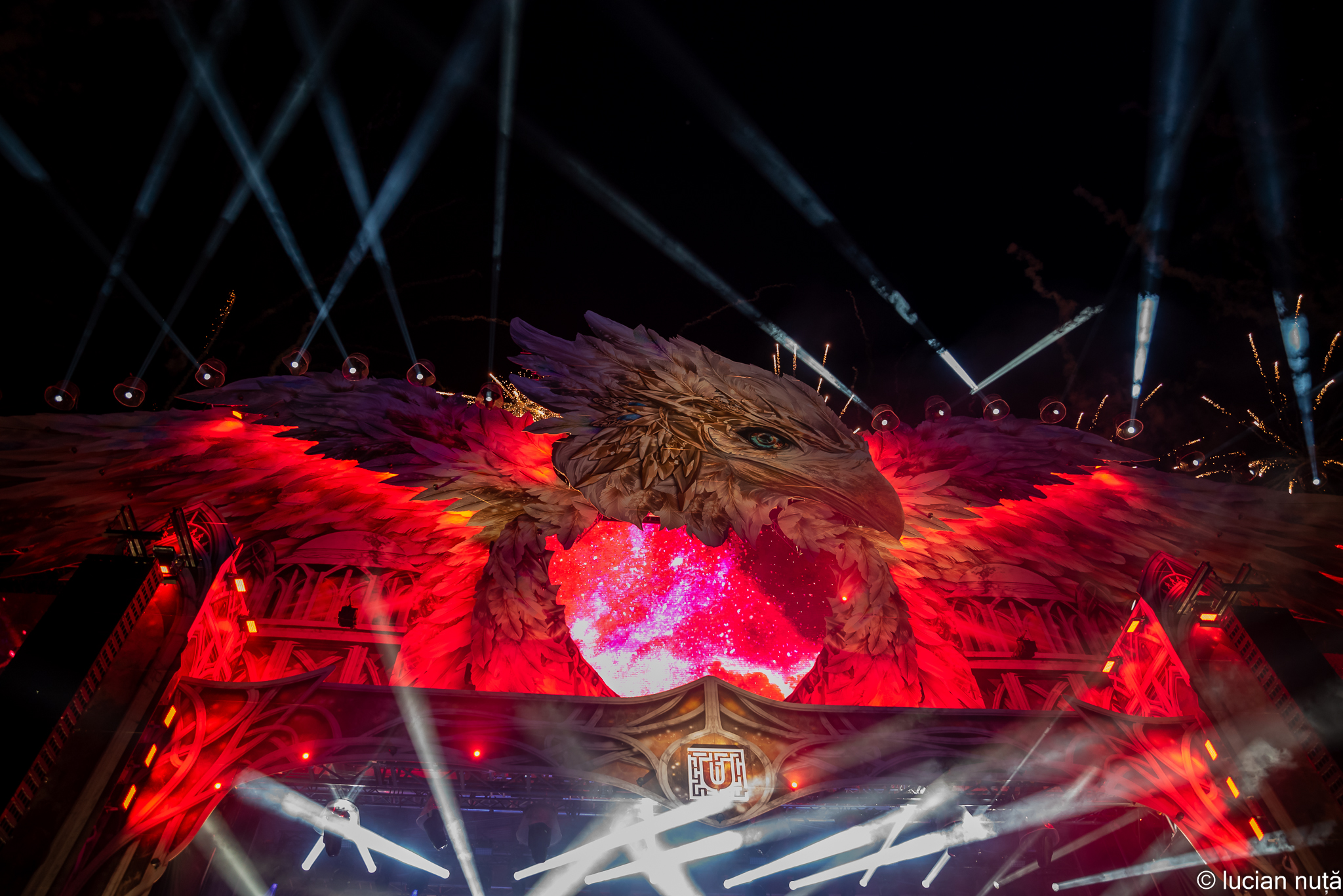
Untold 2023
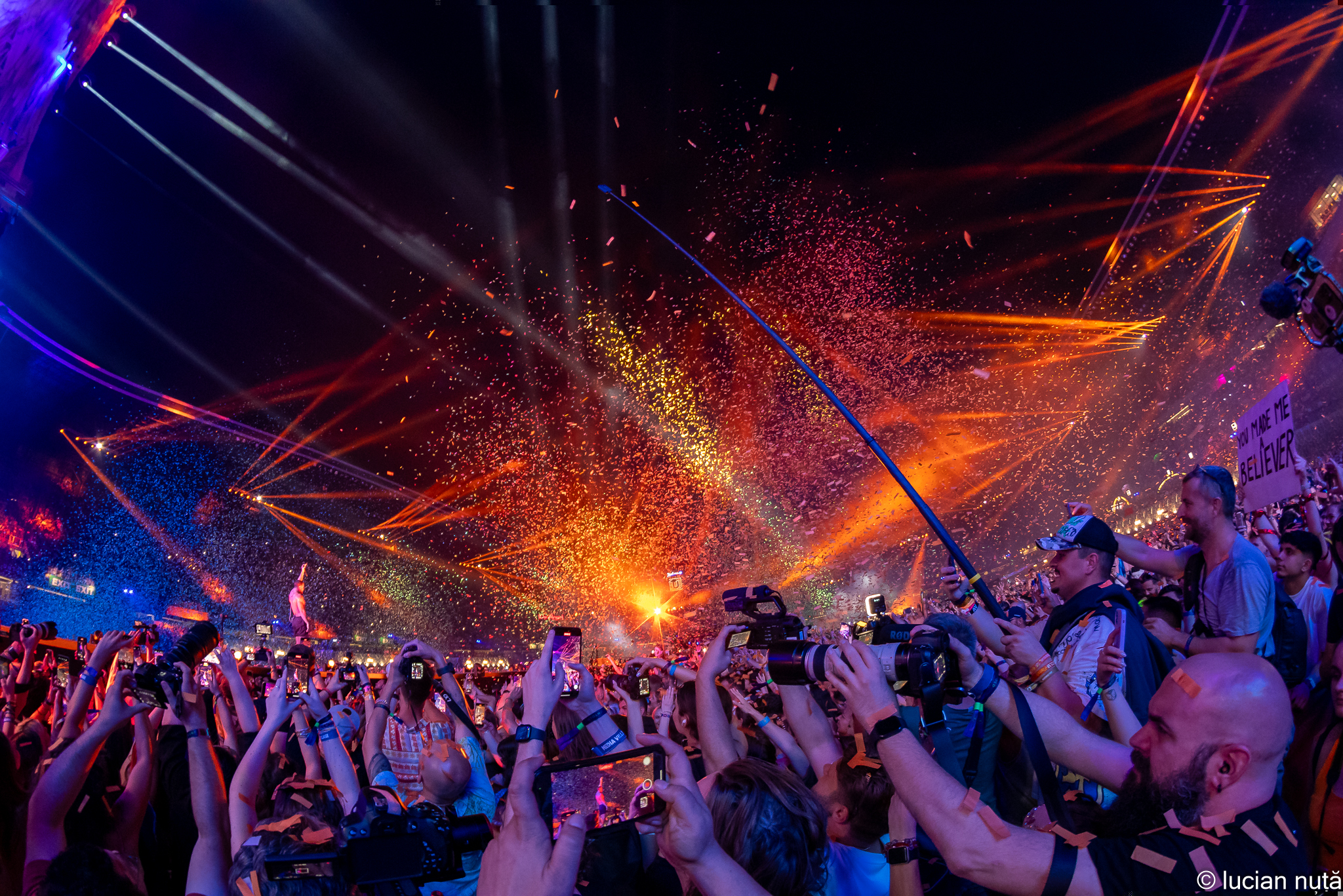
Untold 2023
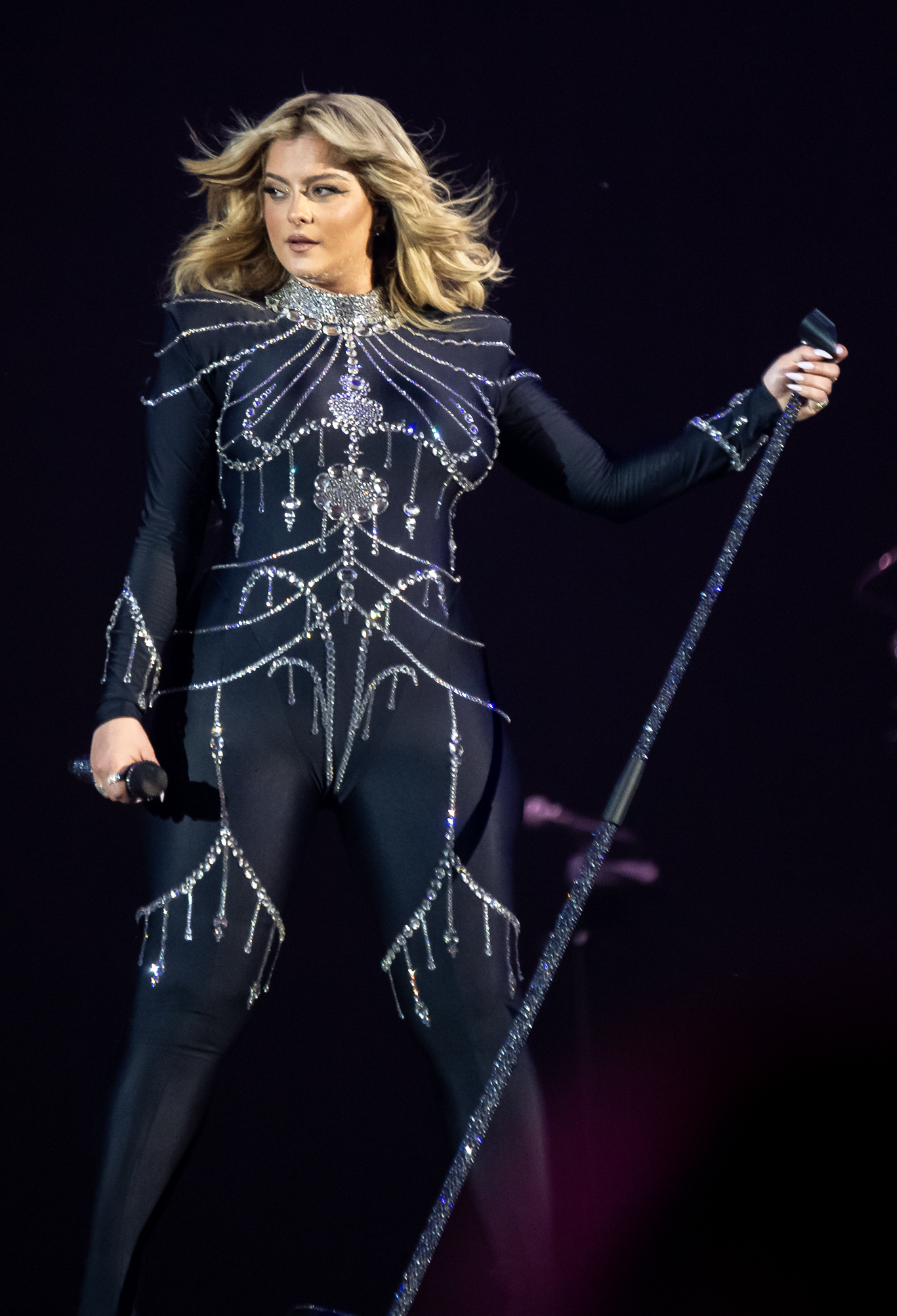
Bebe Rexha, 2023